# Zhongshanpark (Shanghai)
Het Zhongshanpark (中山公园) in Shanghai werd opgericht in 1914 als het Zhaofengpark en kreeg zijn huidige naam in 1944. Het park bevindt zich in het centrum van het stadsdeel Changning en heeft een grote verscheidenheid aan bomen en bloemen.
Nabij het park ligt metrostation Zhongshan Park.

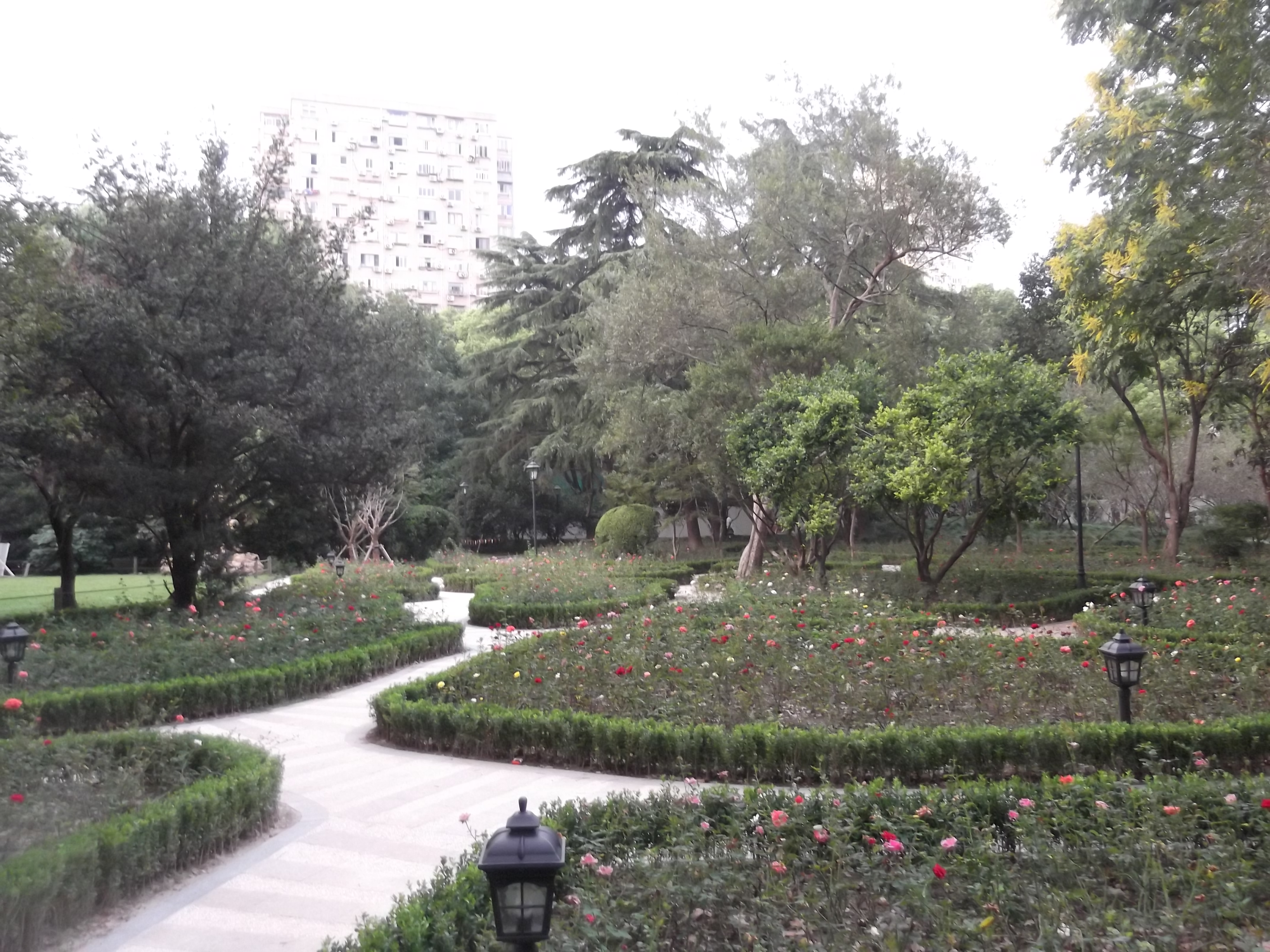
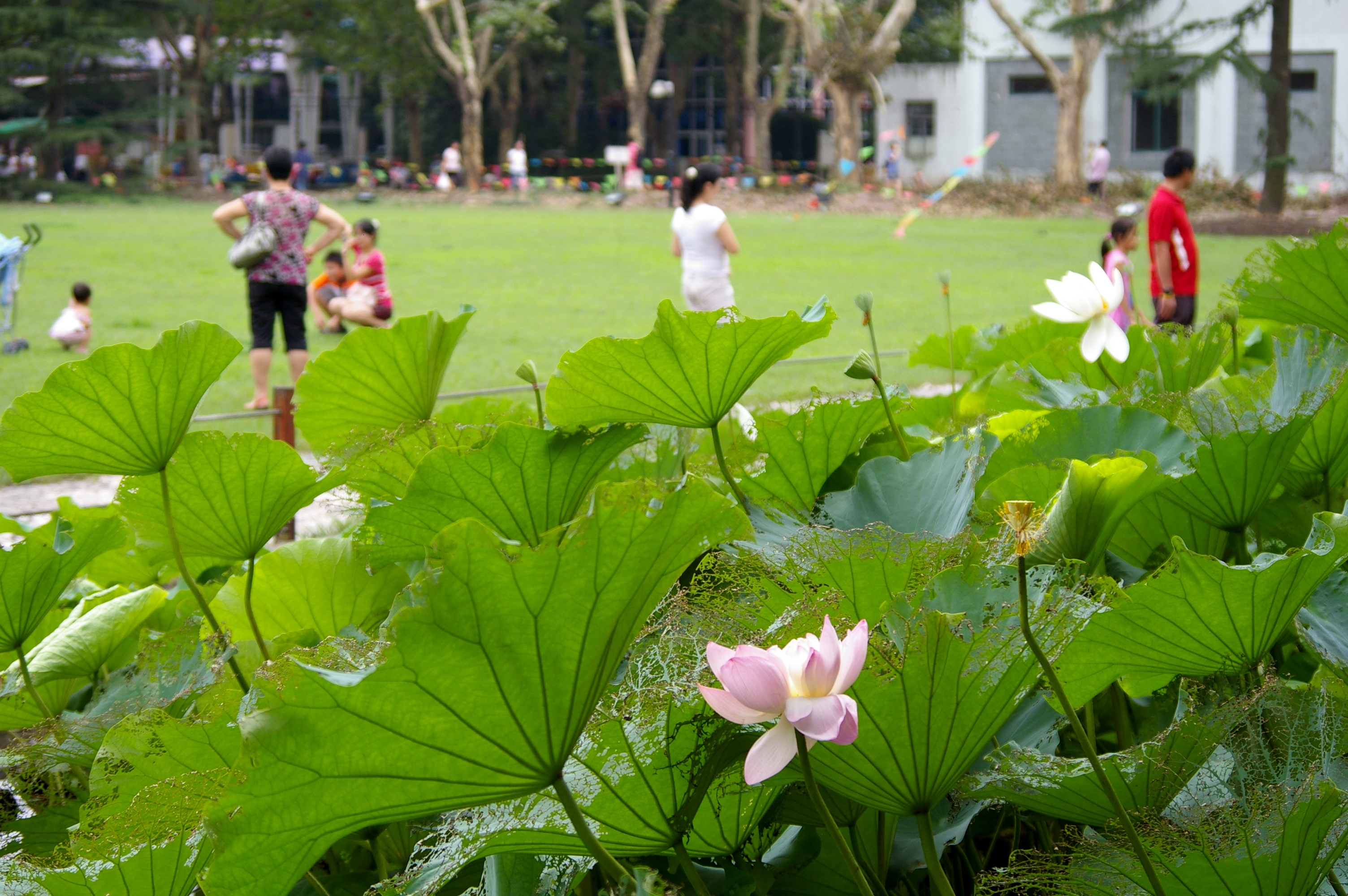
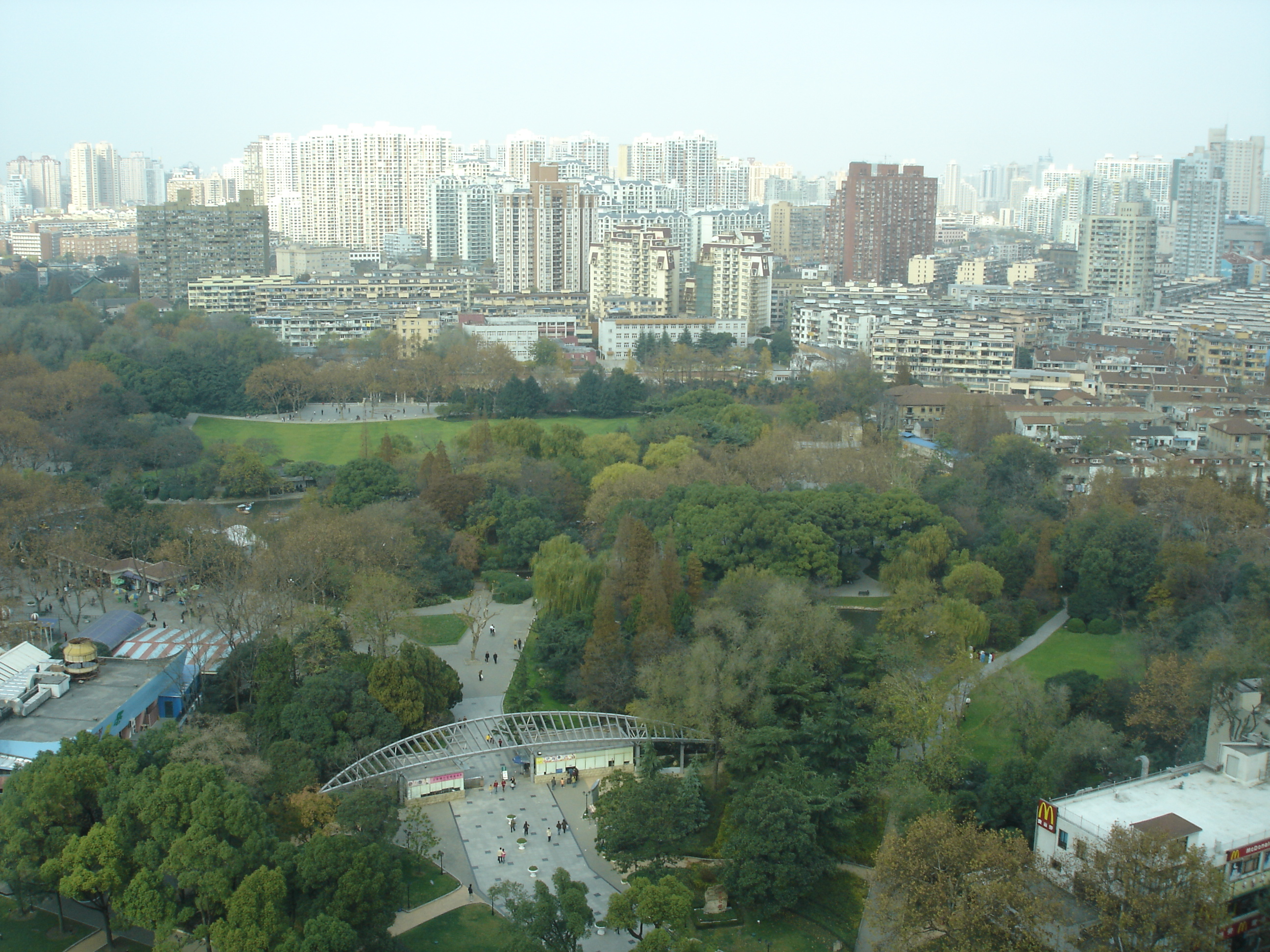
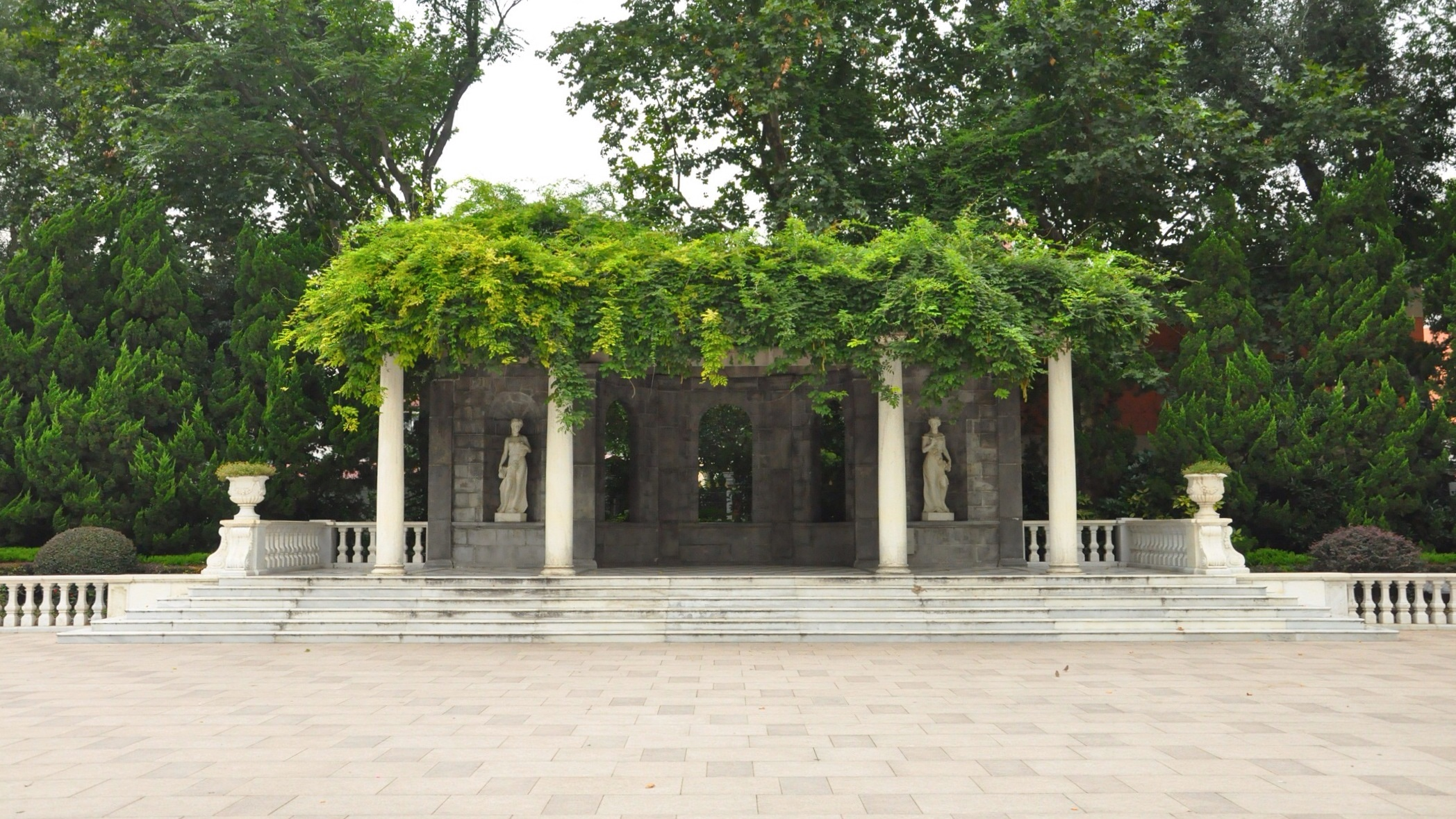